# Tupaia cuafina indoxinesa
La tupaia cuafina indoxinesa (Dendrogale murina) és una espècie de tupaia de la família dels tupàids. És originària de Cambodja, Tailàndia i el Vietnam.